# Siegfried Ballerstedt
Siegfried Ballerstedt (Aschersleben, 5 dicembre 1937) è un ex pallanuotista tedesco orientale.
Ha fatto parte della Squadra Unificata Tedesca ai Giochi di Tokyo 1964, e della Germania Est ai Giochi di Città del Messico 1968.
Ha vinto 1 argento ai Campionati europei del 1966.
È il marito della nuotatrice olimpionica Barbara Göbel.